# アレキサンダー・シュライハー ASK 21
シュライハー ASK 21
ASK 21
- 用途：グライダー
- 設計者：ルドルフ・カイザー
- 製造者：アレキサンダー・シュライハー
- 初飛行：1978年12月
- 生産数：900機以上（2012年10月）
- 生産開始：1979年
- 運用状況：運用中

アレキサンダー・シュライハー ASK 21はGFRP製の複座グライダーである。ASK 21は初心者用の練習を主眼に設計されているが、クロスカントリーや曲技飛行にも適している。

## 設計と開発
ASK 21は初期訓練と単座飛行の間の隔たりを縮める現代複座機の必要性から、有名なアレキサンダー・シュライハー ASK 13に対応した滑空機として、ルドルフ・カイザーによって設計され、アレクサンダー・シュライハー社による初めての完全GFRP製の複座機となった。試作機の初飛行は1978年12月に行われ、1979年から生産が開始された。今日まで生産は続いており、すでに900機以上生産された。2004年12月にはセルフ・ローンチ型のASK 21 Miの初飛行が行われた。2018年に改良版のASK 21Bが登場した。

## 構造
操縦席は前後に配置され、前後席それぞれに操縦装置が付いており、ラダーペダルと背もたれは調節可能である。胴体は二層のGFRPのハニカム構造からなり、軽量での乗員保護を可能にしている。T字尾翼には水平安定板とトリムとオートマチックコネクションの装備されているエレベーターがある。着陸装置は2つか3つのタイヤからなり、メインギアには油圧式のディスクブレーキがある。主翼は中翼配置の単葉片持翼でフラップはなく、上面にはシェンプヒルトタイプのダイブブレーキがある。ウィングチップは下にさがっており、翼端保持者なしで離陸するためのウィングスキッドの役目を果たしている。

## 飛行特性
厚い翼断面のため低速特性が良好である。（カタログ上の失速速度は約65km/hである。）ASK 21の失速特性はとても穏やかである。水平飛行にして速度が次第に抜けてくるとバフェッティングを起こし、パイロットに失速が近付いていることを知らせる。この状態では機首が落ちるということはないが昇降計が高い沈下率を示し、バフェッティングが持続する。回復操作は引いていた操縦桿を通常飛行の位置に戻す。失速で機首を落とすこともできる。その際は、水平飛行から10度から20度の上昇角をつければ、維持が可能である。速度の低下とともに機首が下がり、自然に通常飛行に回復する。

## 形式
ASK 21
基本型量産機
ASK 21 Mi
セルフローンチ可能なモーターグライダー。主翼後方に固定ピッチプロペラを搭載した格納式IAE R50-AAロータリーエンジンを搭載。
Vanguard TX.1
ASK 21をイギリス国防省が航空士官候補生の教育に使用するために採用された機体。
ASK 21B
ASK 21の改良型。垂直尾翼内部にスピンバラストの搭載が可能になった他、エルロンの改良によりロールレートが向上した。またキャノピーやコックピットにも改良が加えられた。

## 性能
- 乗員:2人
- 全長:8.35m
- スパン:17.0m
- 全高:1.55m
- 翼面積:18.0m2
- アスペクト比:16
- 無積載時重量:360kg
- 最大離陸重量:600kg
- 超過禁止速度:280km/h
- 最小沈下速度:0.65 m/s
- 最良滑空比: 33.5